# Universidad del Trabajo del Uruguay
La Universidad del Trabajo del Uruguay o por su sigla UTU, es una institución pública de enseñanza científica y tecnológica uruguaya. Fue fundada en 1878 en Montevideo.
Es una de las instituciones con más alumnos en Uruguay y cuenta con 93.000 estudiantes en 2015. Su organismo superior es la Administración Nacional de Educación Pública mediante la Dirección de Educación Técnico Profesional.

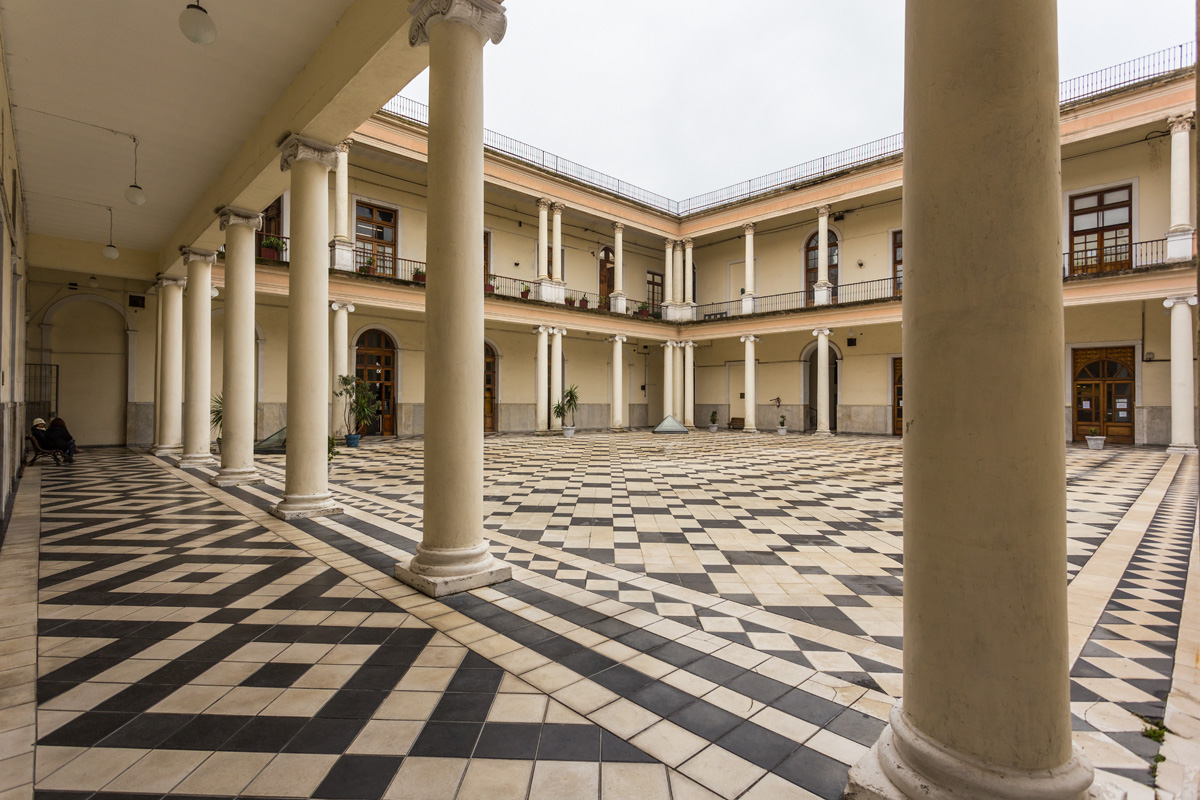
Patio del edificio central de la Universidad del Trabajo Uruguay

## Historia

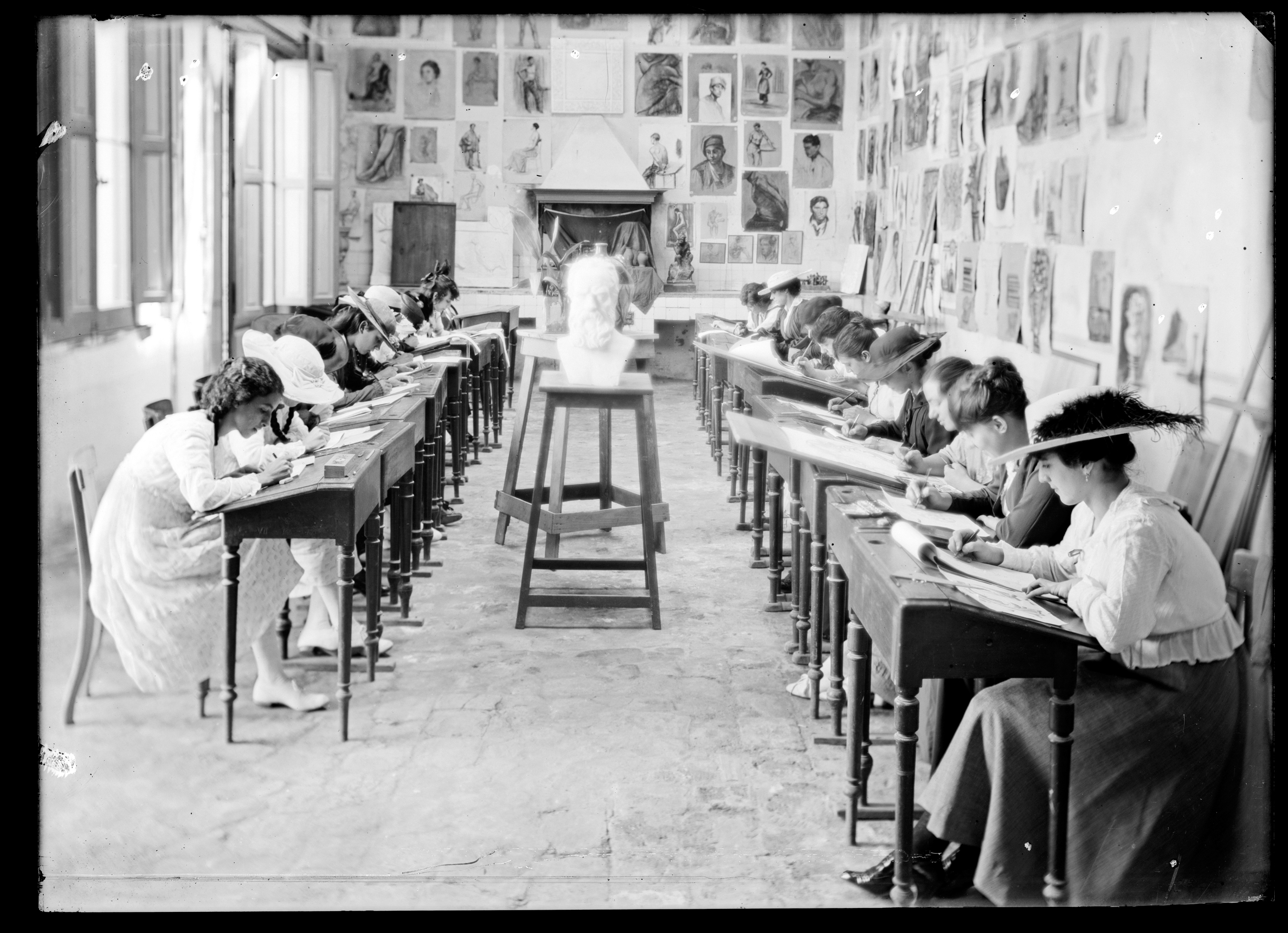
Escuela Nacional de Artes y Oficios hacia 1917.

El 31 de diciembre de 1878 durante la presidencia de Lorenzo Latorre se crea la Escuela de Artes y Oficios dentro de un predio militar en Montevideo. En un principio dependía directamente del Ministerio de Guerra y sus alumnos solían ser jóvenes que habían sido detenidos por la policía o el ejército: en ella se les enseñaba a leer y algún oficio durante su estadía. Es en 1887 cuando deja de pertenecer al Ministerio de Guerra y pasa a la órbita del Ministerio de Justicia, Culto e Instrucción Pública. Ese mismo año se modifica su denominación y se llama Escuela Nacional de Artes y Oficios.
En 1889 la institución representa a Uruguay en la Exposición Internacional de París, realizada durante la inauguración de la Torre Eiffel, y ese mismo  año comienza a dirigirla la Comisión Nacional de Caridad y Beneficencia Pública. 

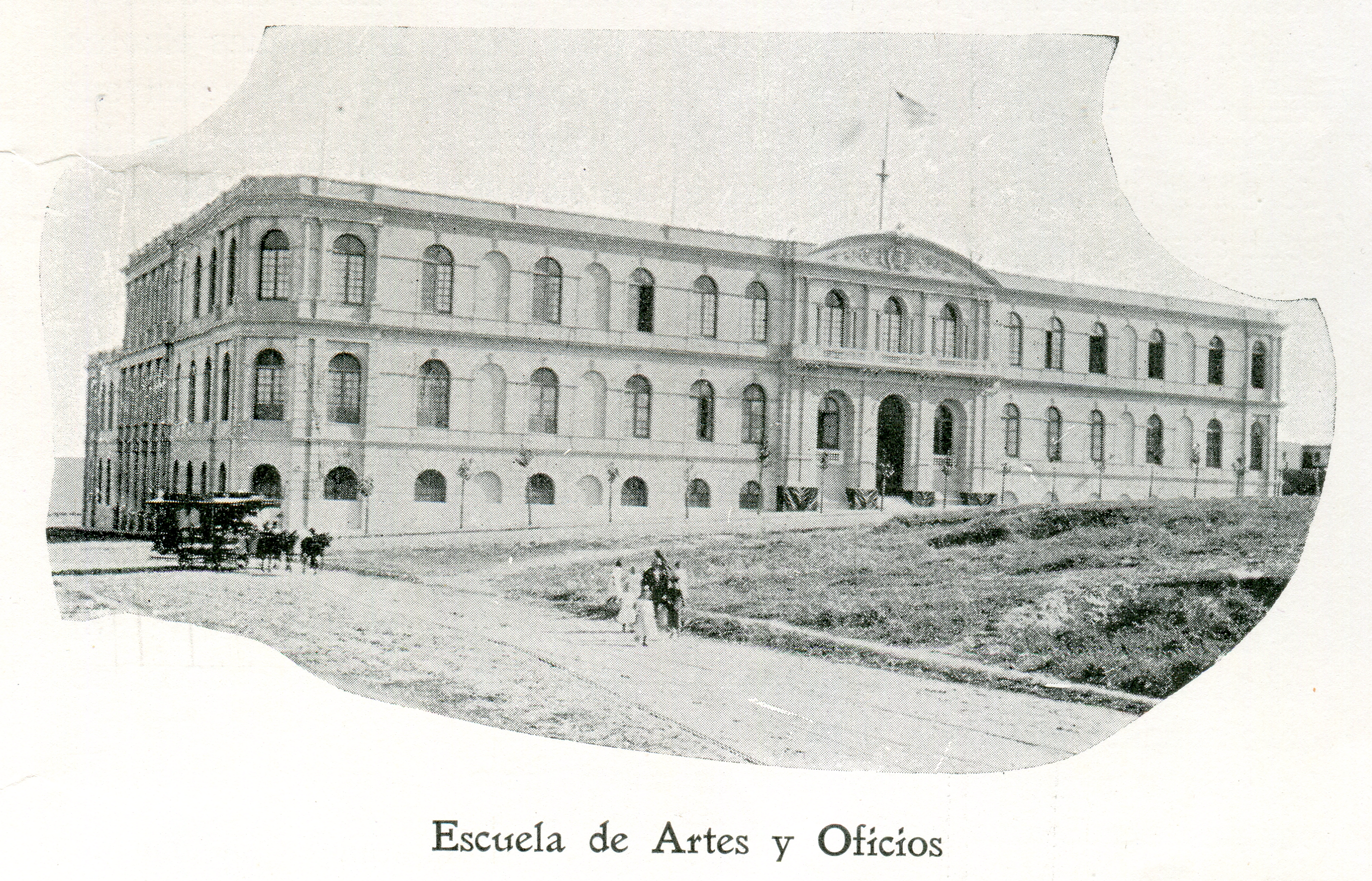
Escuela Nacional de Artes y Oficios, hoy Universidad del Trabajo del Uruguay

En 1890 se muda hacia su actual edificio, sobre la calle San Salvador, en el barrio Palermo de Montevideo. 
En 1908 la entonces Comisión Nacional de Caridad y Beneficencia Pública deja de gestionarla, por lo que pasa a ser una dependencia del Ministerio de Industrias, Trabajo e Instrucción Pública, quien crearía un Consejo Directivo para la gestión de la misma, dos años después de la creación de dicho Consejo, Pedro Figari ingresa a su Consejo Directivo de la Escuela. 
Consejo que en julio de 1916 se transforma en la Dirección General de la Enseñanza Industrial, siendo su primer director Pedro Figari, quien introdujo enormes cambios no solo en la gobernanza de la misma, sino que también suprimió el formato de internado y la convirtió en una institución mixta, dictando clases para las mujeres. Es también cuando se inicia una descentralización hacia otros barrios de la capital, como también hacia ciudades del interior. 
El 8 de mayo de 1922 se inaugura la Escuela de Mecánica y Electrotecnia.

### Universidad del Trabajo del Uruguay
El 9 de septiembre de 1942, tras la aprobación de la Ley N.º 10.225 la Escuela Nacional de Artes y Oficios se sustituye por la reciente creada Universidad del Trabajo del Uruguay que ocuparía la misma sede y tendría matriculados a sus mismos alumnos. 
En 1962 se crea el tercer ciclo de enseñanza en las orientaciones de electrónica, electrotecnia y mecánica.
En 1985, en el marco de la Ley de Educación, la Universidad del Trabajo comienza a ser gestionada por el Consejo de Educación Técnico Profesional de la Administración Nacional de Educación Pública. 
En 1986 comienza a dictarse la carrera de Ingeniero Tecnológico.

## Actualidad
La Universidad del Trabajo del Uruguay, cuenta con varios niveles de enseñanza: desde el Ciclo Básico, Educación Media Profesional, Educación Media Técnologica, Técnico de Nivel Terciario (como la Universidad de la República), Ingeniería Tecnológica, diplomados y cursos cortos.
Para algunos cursos es necesario tener terminada la educación secundaria, sea desde un liceo secundario o un instituto de UTU.
Su nombre oficial cambió a Dirección General de Educación Técnico Profesional pero mantiene la sigla original UTU.

## Institutos educativos
Cuenta con centros de enseñanza en todo el país, de los cuales solamente se dividen entre Institutos Tecnológicos Superiores, Escuelas Superiores,  Escuelas Técnicas, 66 Escuelas Agrarias, Campus Educativos y Escuelas Comunitarias.

### Institutos Superiores
- Instituto de Enseñanza de la Construcción Cayetano Carcavallo
- Instituto Superior Brazo Oriental
- Instituto Superior de Comercio y Administración la Blanqueada
- Instituto Tecnológico de Informática
- Instituto Tecnológico Superior Arias Balparda
- Instituto Tecnológico Superior Buceo
- Instituto Tecnológico Superior de Paysandú
- Instituto Técnico Tecnológico de la Construcción

### Escuelas Superiores
- Escuela Tecnológica Superior de Administración y Servicios
- Escuela de Artes y Artesanías Dr. Pedro Figari
- Escuela Superior de Comercio Villa Muñoz
- Escuela Superior de Comunicación Social
- Escuela Superior de Hotelería, Gastronomía y Turismo
- Escuela Superior de Informática
- Escuela Técnica Superior Marítima
- Escuela Técnica Superior de Las Piedras
- Escuela Técnica Superior de Florida
- Escuela Superior de Alta Gastronomía Pedro Figari
- Escuela Técnica Superior Maldonado
- Escuela Técnica Superior Paysandú
- Escuela Superior Tecnológica de Administración y Servicios de Salto
- Escuela Superior Catalina de Castaños
- Escuela Técnica de Reparaciones, Construcciones Navales y Anexos
- Escuela Superior de Lechería Colonia Suiza
- Escuela Técnica Superior Mercedes
- Escuela Técnica Superior Melo
- Escuela Técnica Superior Rivera
- Escuela Técnica Superior Paso de los Toros
- Escuela Técnica Superior Tacuarembó

### Escuelas Técnicas
- Escuela Construcciones Mecánicas
- Escuela de Belleza
- Escuela de Hotelería N.º 2
- Escuela de Industrias Gráficas
- Escuela Técnica Arroyo Seco
- Escuela Técnica Barrio Lavalleja
- Escuela Técnica Cerro
- Escuela Técnica Colón
- Escuela Técnica Flor de Maroñas
- Escuela Técnica Flor de Maroñas N.º 2
- Escuela Técnica Villa don Bosco
- Escuela Técnica La Teja
- Escuela Técnica Malvín Norte
- Escuela Técnica Palermo
- Escuela Técnica Paso de la Arena
- Escuela Técnica Paso del Molino
- Escuela Técnica Domingo Arena
- Escuela Técnica Piedras Blancas
- Escuela Técnica Prevencionista en Seguridad Industrial
- Escuela Técnica Santa Catalina
- Escuela Técnica Andrés Bernardo Bruno
- Escuela Técnica Atlántida
- Escuela Técnica Barros Blancos
- Escuela Técnica Canelones
- Escuela Técnica Fray Bentos
- Escuela Técnica Colonia Nicolich
- Escuela Técnica La Paz
- Escuela Técnica Las Piedras N.º 2
- Escuela Técnica Pando
- Escuela Técnica Paso Carrasco
- Escuela Técnica San Antonio
- Escuela Técnica San Ramón
- Escuela Técnica Santa Lucía
- Escuela Técnica Sauce
- Escuela Técnica Solymar Norte
- Escuela Técnica Tala
- Escuela Técnica Toledo
- Escuela Técnica Vista Linda
- Escuela Técnica de Trinidad
- Escuela Técnica Sarandí del Yi
- Escuela Técnica Capuera
- Escuela Técnica de Cerro Pelado
- Escuela Técnica  Pan de Azúcar
- Escuela Técnica San Carlos
- Escuela Técnica Castillos
- Escuela Técnica Chuy
- Escuela Técnica Lascano
- Escuela Técnica Rocha
- Escuela Técnica Treinta y Tres
- Escuela Técnica N.º 2 Treinta y Tres
- Escuela Técnica de Artigas
- Escuela Técnica de Bella Unión

- Escuela Técnica de Carmelo

- Escuela Técnica de Colonia
- Escuela Técnica de Juan Lacaze
- Escuela Técnica de Nueva Helvecia
- Escuela Técnica de Nueva Palmira
- Escuela Técnica de Rosario
- Escuela Técnica de Tarariras
- Escuela Técnica Guichón
- Escuela Técnica Belénn
- Escuela Técnica Fray Bentos
- Escuela Técnica Young
- Escuela Técnica Carlos Guerra
- Escuela Técnica Dolores
- Escuela Técnica Mercedes
- Escuela Técnica Villa Soriano
- Escuela Técnica Aceguá
- Escuela Técnica Fraile Muerto
- Escuela Técnica Río Branco
- Escuela Técnica Melo Norte
- Escuela Técnica Tranqueras
- Escuela Técnica Vichadero
- Escuela Técnica María Espínola Espínola [UTU San José https://utusanjoseweb.wixsite.com/utusanjose]

### Escuelas Agrarias
- Escuela Agraria Montes
- Escuela Agraria San Ramón
- Escuela Agraria de Montevideo
- Escuela Agraria de Durazno
- Escuela Agraria Trinidad
- Escuela Agraria Superior
- Escuela Agraria de Florida
- Escuela Agraria de Sarandí Grande
- Escuela Agraria de Libertad
- Escuela Agraria de Raigón
- Escuela Agraria Minas
- Escuela Agraria Minas N.º 72
- Escuela Agraria Pirarajá
- Escuela Agraria Gregorio Aznárez
- Escuela Agraria San Carlos
- Escuela Agraria de Rocha
- Escuela Agraria Santa Clara de Olimar
- Escuela Agraria Vergara
- Escuela Agraria Artigas
- Escuela Agraria de Guaviyú
- Escuela Agraria Guichón
- Escuela Agraria Lorenzo Geyres
- Escuela Agraria Melchora Cuenca
- Escuela Agraria Salto
- Escuela Agraria Rosario
- Escuela Agraria Fray Bentos
- Escuela Agraria La Concordia
- Escuela Agraria Melo
- Escuela Agraria Minas de Corrales
- Escuela Agraria Tacuarembó

#### Centros
- Centro Regional de Capacitación Aiguá
- Centro Modular de Excelencia en Automatización Industrial y Mecatrónica
- Centro Educativo: Escuela de Artes y Artesanías Dr. Pedro Figari

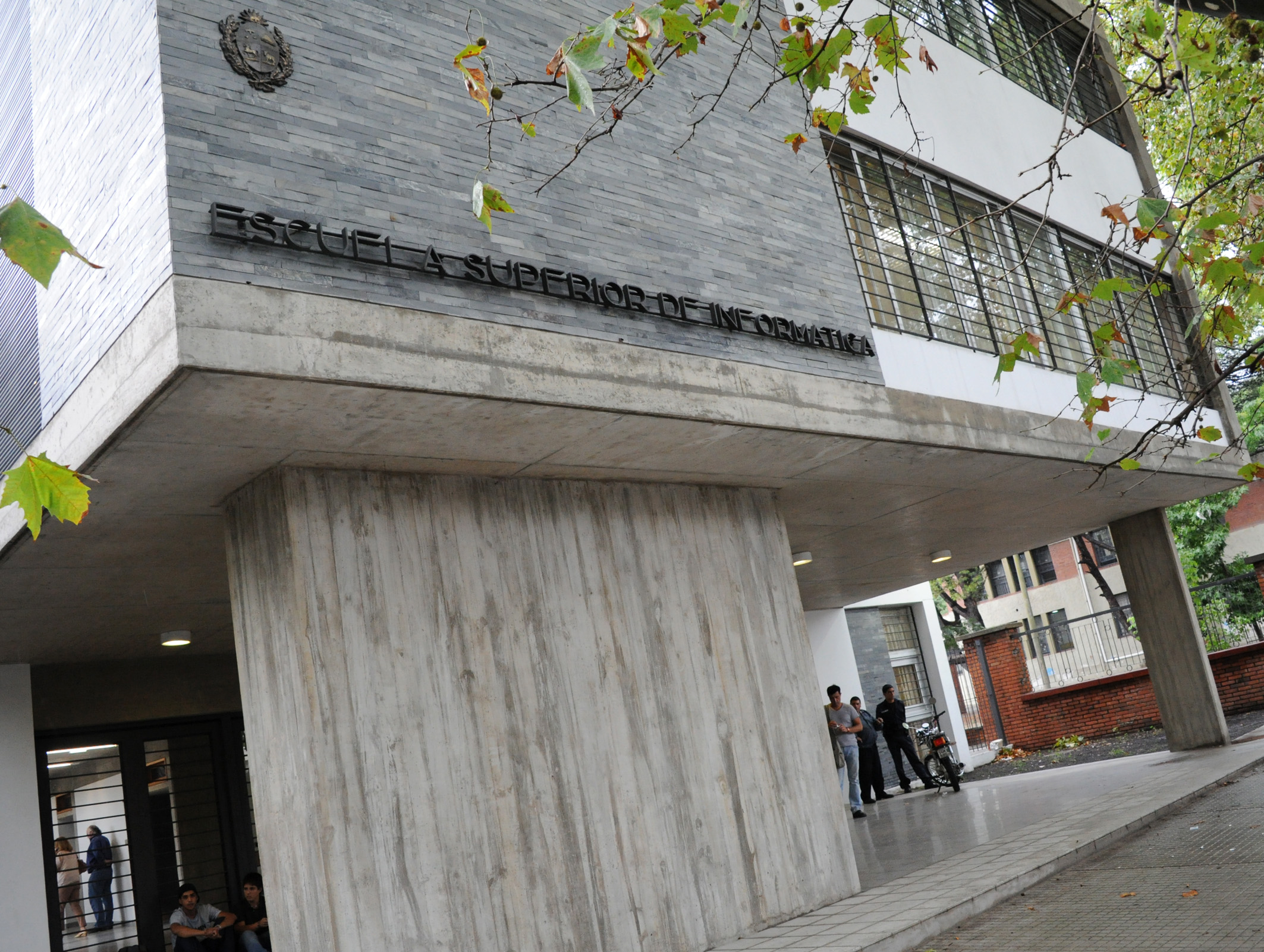
Escuela Superior de Informática, en el barrio Buceo de Montevideo.
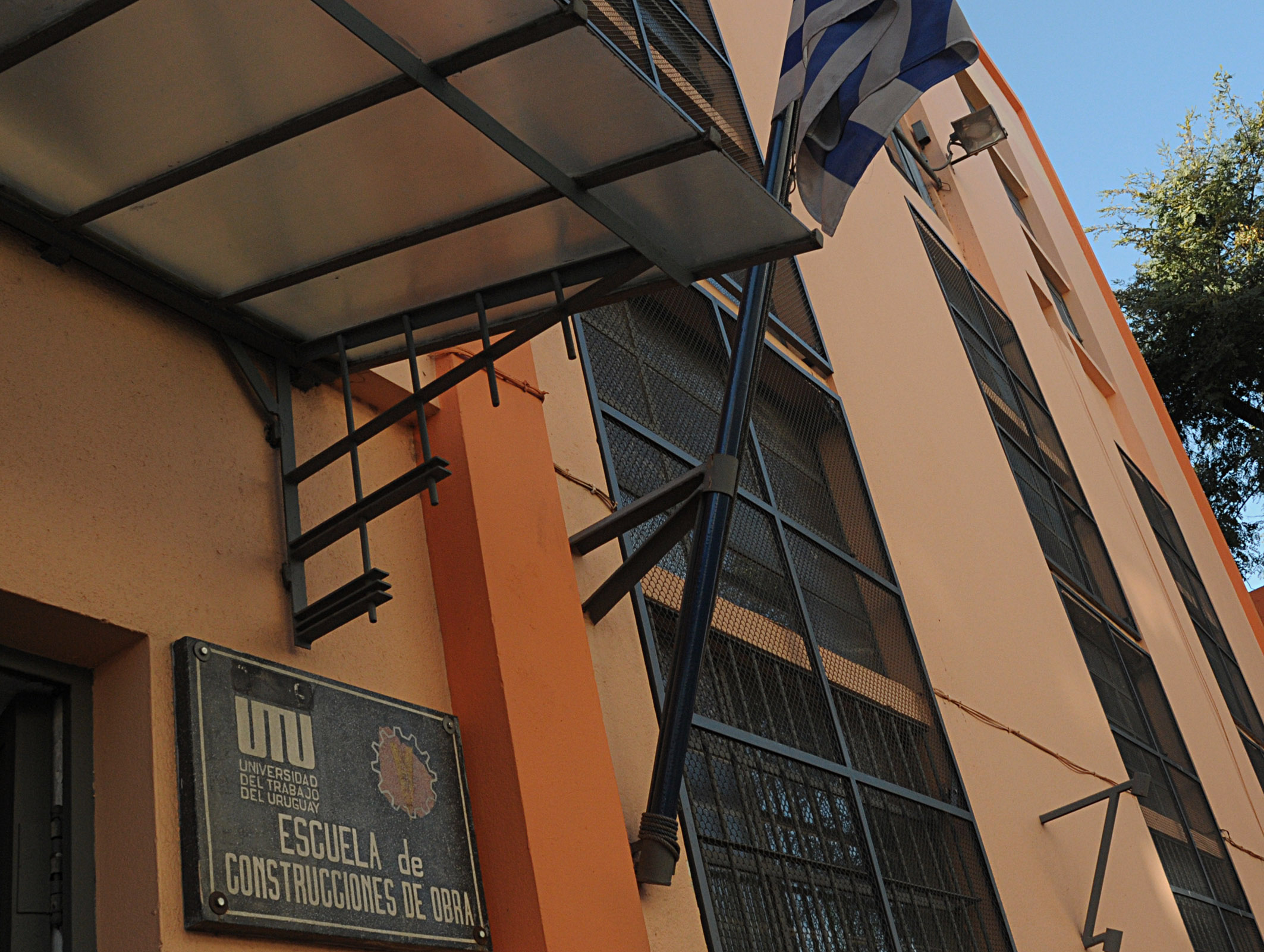
Escuela de Construcciones de Obra

## Polos Educativos Tecnológicos
- Polo Educativo Tecnológico Cerro - Parque Tecnológico Industrial del Cerro
- Instituto Polo Educativo Tecnológico del Laboratorio Tecnológico del Uruguay
- Polo Educativo Tecnológico Arrayanes,  Maldonado
- Polo Educativo Tecnológico de Durazno
- Polo Educativo Tecnológico Paysandú - Polo Tecnológico de la Administración Nacional de Combustibles, Alcohol y Portland
- Polo Educativo Tecnológico Mauricio Paiva Olivera de Rivera
- Polo Educativo Tecnológico Tacuarembó

## Campus Regionales
- Campus Regional Centro: Durazno, Flores, Florida,  San José
- Campus Regional del Este:  Maldonado, Rocha, Lavalleja y Treinta y Tres
- Campus Regional Litoral del Norte: Artigas, Paysandú, Salto
- Campus Regional Litoral Sur: Colonia, Río Negro, Soriano
- Campus Regional Noreste: Cerro Largo, Rivera ,  Tacuarembó

## Centros Educativos Comunitarios
Montevideo
- Centro Educativo Agrario Rincón del Cerro
- Centro Educativo Comunitario Bella Italia
- Centro Educativo Comunitario Casabó
- Centro Educativo Comunitario Casavalle
- Centro Educativo Comunitario La Teja

Maldonado
- Centro Educativo Comunitario de Maldonado Nuevo
- Centro Educativo Comunitario Lomas de San Martín

### Centros Asociados
Canelones
- Centro Educativo Asociado Esc. N.º 262 - Salinas
- Centro Educativo Asociado Esc. N.º 213 Pando

Centro Educativo Asociado Esc. N.º 47 - Villa Tato
Montevideo
- Centro Educativo Asociado Esc. N.º 230 Manga
- Centro Educativo Asociado Esc. N°330 Maroñas
- Centro Educativo Asociado Esc. N.º 255 Carrasco Norte
- Centro Educativo Asociado Esc. N.º 183 Carrasco Norte
- Centro Educativo Asociado Esc. N.º 175 Carrasco Sur
- Centro Educativo Asociado Esc. N.º 354 Gruta de Lourdes
- Centro Educativo Asociado Esc. N.º 371 La Boyada
- Centro Educativo Asociado Esc. N.º 190 Pajas Blancas
- Centro Educativo Asociado Esc. N.º 178 Unidad  Casavalle
- Centro Educativo Asociado Esc. N.º 146 Estación Llamas
- Centro Educativo Asociado Esc. N.º 161 Sayago

San José
- Centro Educativo Asociado Esc. N.º 89 - Ciudad del Plata

Rocha
- Centro Educativo Asociado Esc. N.º 74 - Barra del Chuy
- Centro Educativo Asociado Esc. N.º 90 Hipódromo

Paysandú
- Centro Educativo Asociado Esc. NPaysandúPaysandú

Tacuarembó
- Centro Educativo Asociado Esc. NTacuarembocuarembo